# Geopolímer
Un geopolímer o aluminosilicat inorgànic és un tipus de polímer sintètic inorgànic d'aluminosilicats que procedeixen de la reacció química coneguda com a geopolimerització. El terme fou encunyat per Joseph Davidovits en la dècada del 1980. No obstant això aquests compostos ja havien estat desenvolupats en la dècada del 1950 a la Unió Soviètica amb el nom de ciments de sòl.
Els geopolímers tenen un elevat potencial per ser usats en nombrosos camps, però predomina l'ús com a substituts de ciments pòrtland, camp cap al qual s'ha dirigit la major part de la investigació. Els geopolímers tenen l'avantatge de tenir baixes emissions de CO  2  en la seva producció, una gran resistència química i tèrmica, i bones propietats mecàniques, tant a temperatura ambient com a temperatures extremes.
La reacció de geopolimerització es produeix sota condicions altament alcalines entre un pols de aluminosilicat i una solució activadora (basada en una barreja molar d'hidròxid de sodi i un silicat alcalí, per exemple, de sodi o de potassi) a condicions ambientals. A nivell de laboratori se sol usar metacaolí com a material de partida per a la síntesi de geopolímers, d'aquesta generat per l'activació tèrmica de caolinita. S'han dut a terme nombrosos estudis usant deixalles industrials de metacaolí i altres aluminosilicats.